# Янко Мариовски
Янко Мариовски е югославски партизанин и деец на НОВМ.

## Биография
Роден е в битолското село Маловище. Влиза в НОВМ на 1 септември 1944 година в рамките на седма македонска ударна бригада. Убит е в битка край село Любойно на 8 септември 1944 година.